# Маленький Цезар
«Маленький Цезар» (англ. Little Caesar) — американський гангстерський фільм режисера Мервіна Лероя 1931 року, знятий за однойменним романом В. Р. Бернетта.

## Сюжет
Дрібний злочинець Цезар Енріко Банделло, відомий як Ріко, і його друг Джо Массара переїжджають в Чикаго в пошуках удачі. Вони приєднуються до банди Сема Ветторі, але Джо, що мріє стати танцюристом, більше зацікавлений у славі й жінках. Він знайомиться з Ольгою і відходить від справ банди. Тим часом Ріко швидко встає на чолі організації Сема і займає місце у верхах чиказького злочинного синдикату. Одночасно в ньому зростає впевненість, що одного разу Джо зрадить його…

## У ролях
- Едвард Г. Робінсон — Цезар Енріко «Ріко» Банделло
- Дуглас Фербенкс молодший — Джо Массара
- Гленда Фаррелл — Ольга Стасофф
- Вільям Кольє молодший — Тоні Пасса
- Сідні Блекмер — «Великий Хлопчик»
- Ральф Інс — Піт Монтана
- Томас Е. Джексон — сержант Флаерті
- Стенлі Філдс — Сем Ветторі
- Моріс Блек — маленька Арні Лорч
- Джордж Е. Стоун — Отеро

## Відзнаки у серії 100 років
У «Серії 100 років» Американського інституту кіномистецтва фільм отримав такі нагороди:
- Сто років… сто кінофільмів (номінації 1998 і 2007)
- Сто років… 100 найгостросюжетніших американських фільмів (номінація)
- Сто років… сто героїв та негідників (Цезар Енріко Банделло посів 38 місце)
- Сто років… сто цитат (73 місце)
- 10 фільмів з 10 жанрів (9 місце серед 10 найкращих гангстерських фільмів)